# 山近哲
山近 哲（やまちか てつ、1990年10月1日 - ）は、日本の元男子バレーボール選手である。

## 来歴
大阪府吹田市出身。中学3年生のとき、先生に誘われてバレーボールを始める。
星翔高等学校を経て、2009年、近畿大学に進学。また、2009/10シーズンより、V・チャレンジリーグ（当時のVリーグ2部）に所属する近畿クラブスフィーダでインターン選手としてプレーする。そのときはオポジットとしてプレーしていた。
2012年、近畿を退団して、豊田合成トレフェルサ（ウルフドッグス名古屋の前身）に入団内定。その際に、ミドルブロッカーに転向した。2012/13V・プレミアリーグにも内定選手として出場した。
2013年、豊田合成に入団。
2021年11月6日、V1リーグのVC長野トライデンツ戦（長野県・松本市総合体育館）でVリーグ通算230試合出場となり、Vリーグ特別表彰制度の「Vリーグ栄誉賞」の表彰基準に到達した。チームメイトの白岩直也も同日にVリーグ通算230試合出場となり、試合後一緒に花束が贈呈された。シーズン終了後に同賞を受賞した。
2022/23シーズンになると、V1男子で出番がなくなり、引退を決断。2023年2月17日、同シーズンをもっての現役引退を表明した。現役最後の大会となる第71回黒鷲旗大会では傳田亮太に代わりスタメンで出場。チームの優勝に貢献し、現役生活の有終の美を飾った。

## 所属チーム
- 星翔高等学校 （2006-2009年）
- 近畿大学 （2009-2013年）
  - 近畿クラブスフィーダ （インターン：2009-2012年）
- 豊田合成トレフェルサ / ウルフドッグス名古屋（2013-2023年）

## 受賞歴
- 2022年 - 2021-22 V.LEAGUE DIVISION1 MEN Vリーグ栄誉賞